# Росс, Эйприл
Эйприл Элизабет Росс (англ. April Elizabeth Ross; род. 20 июня 1982, Коста-Меса, Калифорния) — американский профессиональный игрок в пляжный волейбол. Трёхкратный призёр Олимпийских игр. Она выиграла серебряную медаль на летних Олимпийских играх 2012 года с Дженнифер Кесси, бронзовую медаль на летних Олимпийских играх 2016 года с Керри Уолш Дженнингс и золотую медаль на летних Олимпийских играх 2020 года с Аликс Клайнман. Росс и Кесси также были чемпионами мира по пляжному волейболу 2009 года.

## Биография
Росс выросла в Ньюпорт-Бич, Калифорния, где она училась в Средней школе Ньюпорт-Харбор. Там, помимо учёбы, она была звездой местной команды в классическом волейболе, и в конечном итоге стала лучшим рекрутом страны для выпускников. Она выиграла национальную награду как лучшая волейболистка года среди школьников и была игроком года Калифорнийской межшкольной федерации (CIF) в 1998 и 1999 годах. На клубном уровне Росс защищала цвета ВК «Орендж Каунти» в течение пяти лет. Она также играла в юношеской сборной США. В 2004 году Эйприл выиграла премию Honda Sports Award как лучшая студентка страны по волейболу среди женщин.
С 2008 года выступает в пляжном волейболе. Тогда же в паре с Дженнифер Кесси в рамках Swatch FIVB World Tour 2008 они заняли третье место на ConocoPhillips Grand Slam Stavanger, второе место на Dubai Open и первое место на Phuket Thailand Open, где она была названа самым ценным игроком.
Росс вышла замуж за Брэда Кинана в 2010 году.